# Estoniamonumentet
Estoniamonumentet – pomnik, miejsce pamięci zlokalizowane w stolicy Szwecji, Sztokholmie na terenie ogrodów Galärvarvskyrkogården (pomiędzy Muzeum Vasa, a Djurgårdsvägen), upamiętniające ofiary katastrofy promu "Estonia", która miała miejsce w nocy z 27 na 28 września 1994 (była to największa katastrofa statku cywilnego w Europie po II wojnie światowej).
Na białych, granitowych płytach pomnika wyryto nazwiska 815 z 852 osób na pokładzie, które straciły życie w wyniku zatonięcia jednostki (551 z nich było ze Szwecji). Obiekt został zaprojektowany przez polskiego rzeźbiarza Mirosława Bałkę i odsłonięty w 1997, a jego główną formą jest ustawiony z płyt klin z wejściem od strony krótszego boku i schodami prowadzącymi do Galärvarvskyrkogården. W centrum miejsca pamięci rośnie drzewo z metalowym pierścieniem u dołu pnia. Na pierścieniu wycięte są współrzędne geograficzne miejsca zatonięcia promu. Na płytach pomnika wykute są nazwiska wszystkich ofiar katastrofy wraz z sentencją „Deras namn och deras öde vill vi aldrig glömma”. 
Monument odsłonięto w trzecią rocznicę zatonięcia, 28 września 1997 przy udziale przewodniczącej Riksdagu, Birgitty Dahl.

## Galeria

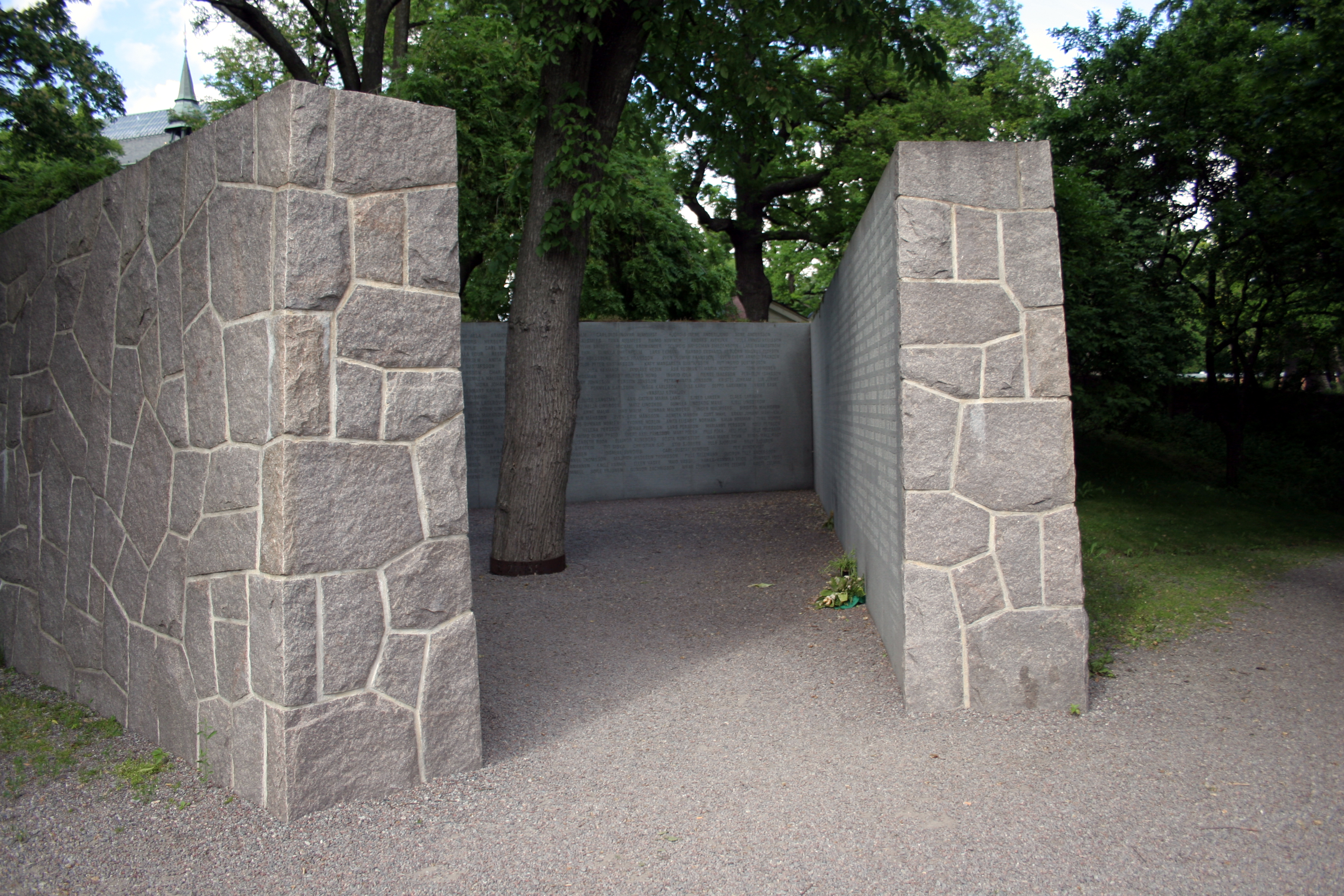
Wejście
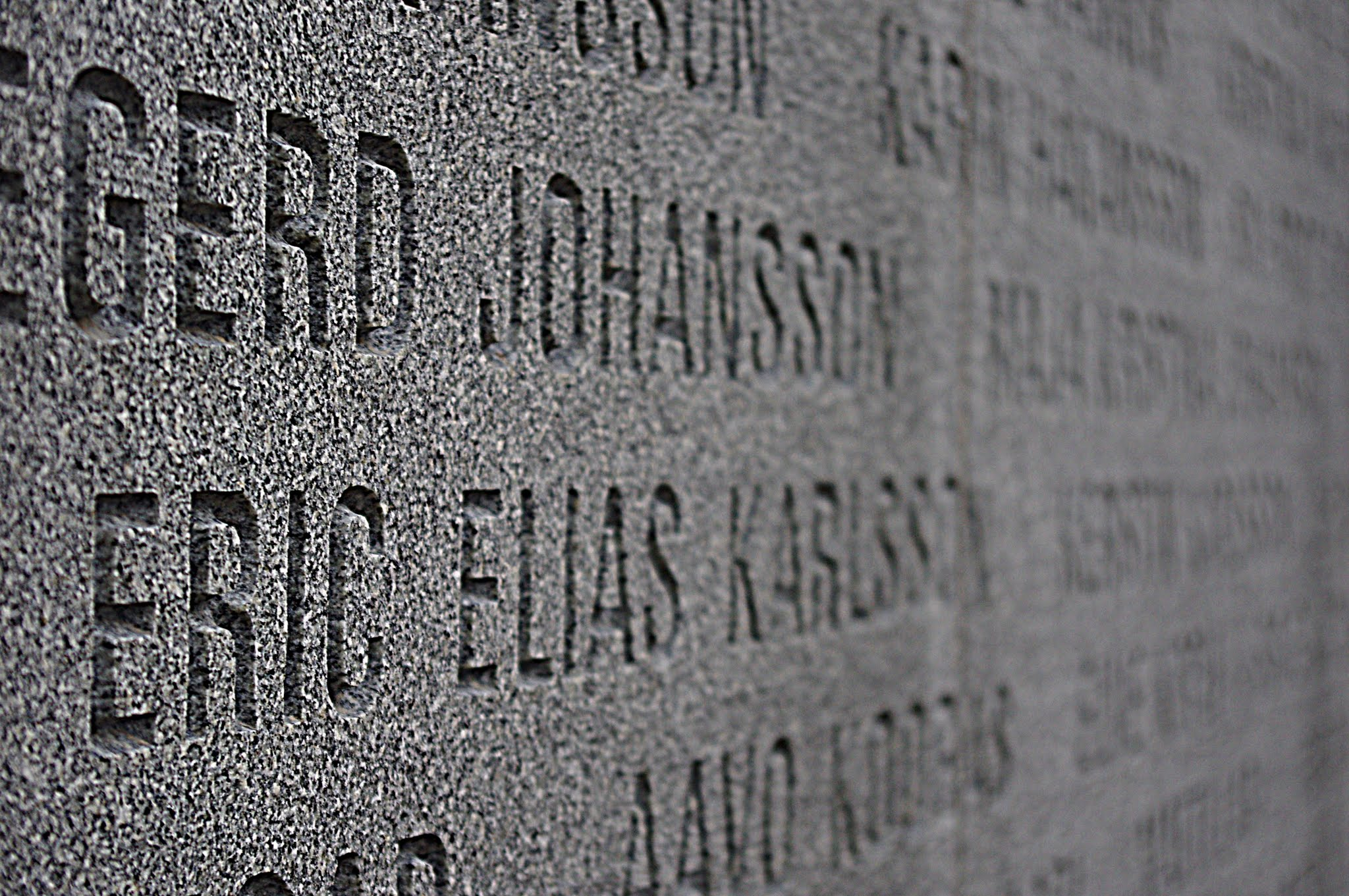
Detal (nazwiska ofiar)
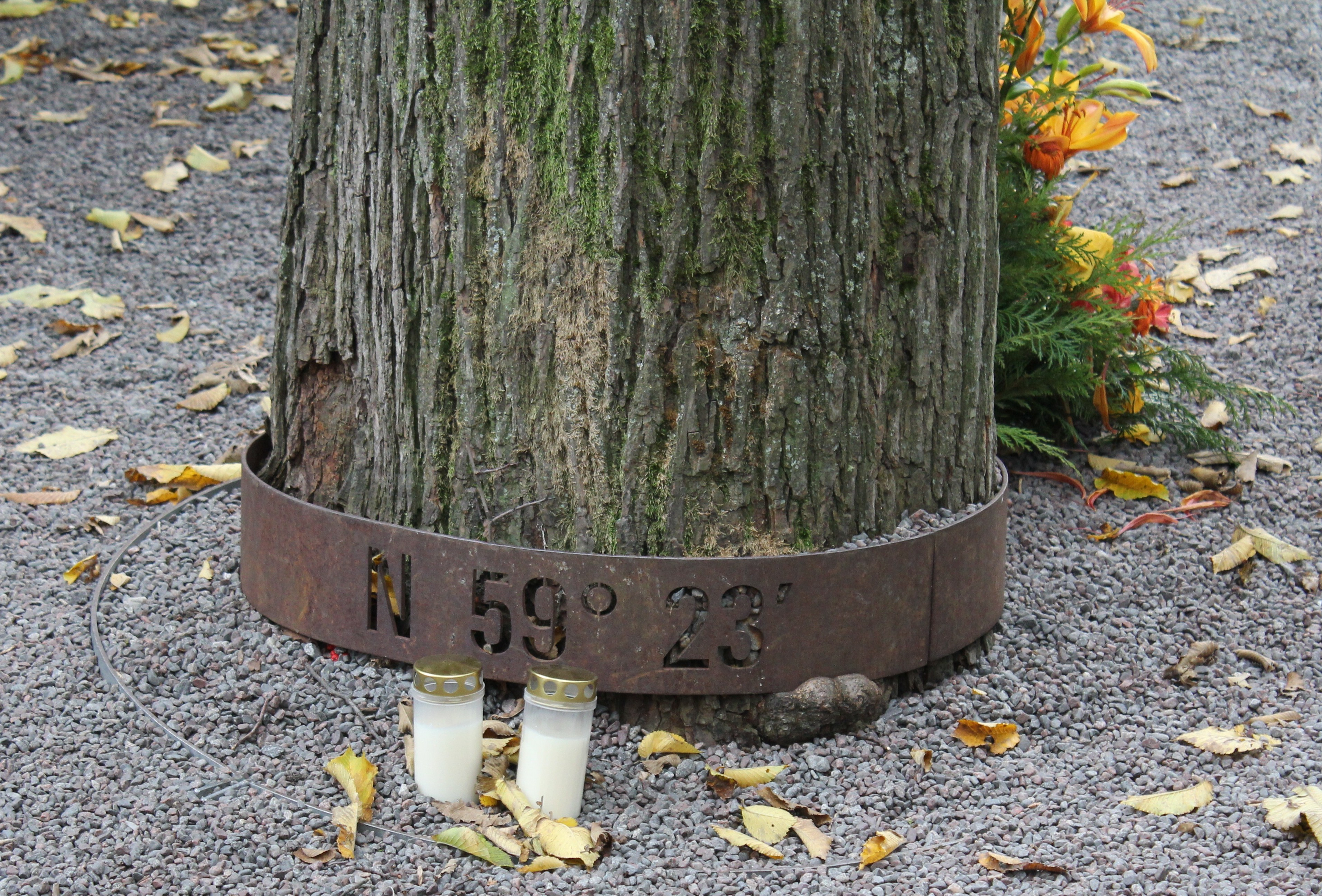
Pierścień ze współrzędnymi